# Diga di Kozlu
La diga di Kozlu è una diga della Turchia. Si trova nella provincia di Zonguldak.